# Angelika Muharukua
Angelika Kazetjindire Muharukua (12 tháng 1 năm 1958 – 1 tháng 10 năm 2017) là một nữ chính trị gia người Namibia. Xuất thân từ dân tộc Herero từ tây bắc Namibia, Muharukua gia nhập Tổ chức Nhân dân Tây Nam Phi (SWAPO) vào năm 1979. Bà là một sự lựa chọn bất ngờ của Tổng thống Sam Nujoma cho Quốc hội Namibia lần thứ 2 năm 1995 và vẫn còn giữ vị trí trong Quốc hội kể từ đó. Vào tháng 5 năm 2004, bà được chọn để thay thế Marlene Mungunda làm Thứ trưởng Bộ Phụ nữ và Phúc lợi Trẻ em, sau này đổi tên thành Bộ Bình đẳng giới và Phúc lợi Trẻ em.

## Cuộc đời và sự nghiệp
Bà sinh ngày 12 tháng 1 năm 1958 tại Opuwo, vùng Kunene, Namibia.
Vào tháng 9 năm 2012, Angelika Muharukua mâu thuẫn với các luật nhân quyền quốc tế như Tuyên ngôn Liên Hợp Quốc về quyền của người bản địa khi bà tuyên bố công khai rằng các dân tộc bản địa như Himba và Zemba sẽ không có quyền lựa chọn các nhà lãnh đạo theo truyền thống của họ.
Vào ngày 27 tháng 3 năm 2013, Angelika Muharukua công khai phản đối khoảng một nghìn người dân bản địa Himba và Zemba, những người đã đưa khiếu kiện rằng con cái họ không nhận được giáo dục phù hợp về văn hóa, mà phải cắt kiểu tóc truyền thống của con mình, không được mặc trang phục văn hóa và do đó buộc phải loại bỏ bản sắc văn hóa của họ.